# Bansko (obchtina)
Pour la station de ski, voir Bansko.
L'obchtina de Bansko (en bulgare : Община Банско) est une municipalité de Bulgarie, située dans l'oblast de Blagoevgrad. Son chef-lieu est la ville de Bansko.

## Géographie
Bansko est limitrophe :
- dans l'oblast de Blagoevgrad,
  - de l'obchtina de Blagoevgrad, à l'ouest,
  - de l'obchtina de Simitli, à l'ouest,
  - de l'obchtina de Krésna, au sud,
  - de l'obchtina de Razlog, au sud,
  - de l'obchtina de Belitsa, à l'est ;
- dans l'oblast de Kyoustendil,
  - de l'obchtina de Rila, au nord.

Bansko est située sur le versant oriental du massif montagneux du Pirin, qui culmine avec le pic Vikhren, haut de 2 914 m, ce qui en fait le second plus haut sommet de Bulgarie et le troisième de toute la péninsule balkanique.

## Histoire
On trouve des traces d'habitat humain datant du Ier siècle av. J.-C. à Bansko et dans toute la vallée de Razlog, mais l'identité de ces premiers habitants reste encore inconnue.
L'obchtina de Bansko a fait partie de l'Empire ottoman jusqu'au 5 octobre 1912, date à laquelle elle a été rattachée au royaume de Bulgarie, au début de la Première Guerre balkanique. Jusqu'à cette date, la municipalité bénéficiait d'une large autonomie garantie par le sultan, et était administrée par un « conseil des anciens », tandis que la justice était rendue par le juge turc siégeant à Razlog.

## Administration
L'obchtina de Bansko regroupe une ville et sept villages :
| Localités : noms | Localités : noms | Superficie (en km²) | Population (hab.) | Altitude | CP    | Latitude Nord | Longitude Est |
| Romanisé         | Cyrillique       | Superficie (en km²) | Population (hab.) | Altitude | CP    | Latitude Nord | Longitude Est |
| Bansko           | Банско           | 148,280             | 8 911             | 936      | 2 770 | 41° 50'       | 23° 30'       |
| Dobrinichte      | Добринище        | 80,356              | 2 843             | 850      | 2 777 | 41° 49'       | 23° 34'       |
| Filipovo         | Филипово         | 15,157              | 597               | ?        | 2 775 |               |               |
| Gostun           | Гостун           | 52,425              | 75                | 1 028    | 2 773 | 41° 48'       | 23° 41'       |
| Kremen           | Кремен           | 61,869              | 299               | ?        | 2 771 |               |               |
| Mesta            | Места            | 16,259              | 274               | 920      | 2772  | 41° 45'       | 23° 41'       |
| Obidim           | Обидим           | 64,962              | 142               | ?        | 2776  |               |               |
| Osenovo          | Осеново          | 52,832              | 114               | ?        | 2774  |               |               |
| Totaux           | Totaux           | 492,14              | 13 726            |          |       |               |               |

## Économie
- Domaine skiable, obsolète jusqu'à récemment. Des investissements importants ont été réalisés en 2006 sur ses 65 km de pistes de ski, et des nouvelles constructions aux normes internationales sont érigées.